# 雷克斯 (北卡羅萊納州)
雷克斯（英語：Rex）是位於美國北卡羅萊納州羅伯遜縣的普查規定居民點。

## 人口
根據2020年美國人口普查的數據，雷克斯的面積為1.92平方千米，皆為陸地。當地共有人口50人，而人口密度為每平方千米26.04人。